# François Bandera
Pour les articles homonymes, voir Bandera.
François Bandera, dit Paco (de son vrai nom Francisco Banderas), est un footballeur français né le 26 octobre 1957 à Alora. Il est attaquant.

## Biographie
Il arrive en France à l'âge de 9 ans et fait ses premiers pas de footballeur à l'AS Minguettes, en compagnie de Luis Fernandez et d'Alim Ben Mabrouk.
Il joue 15 matchs en première division sous les couleurs de l'Olympique lyonnais lors de la saison 1979-1980.
Véritable globe trotter du football français, à la faculté d'adaptation hors du commun, il connaît 9 clubs en 12 ans de carrière professionnelle.
Joueur puissant et adroit, cet attaquant de caractère marque 132 buts lors de ses passages dans ses différents clubs ; avec une prédilection particulière pour le FC Gueugnon : 6 saisons et 90 buts pour le club forgeron.

## Carrière
- 1970-1977 : AS Minguettes  France
- 1977-1979 : Feyzin  France
- 1979-1980 : Lyon  France
- 1980-1981 : Gueugnon  France
- 1981-1982 : Toulon  France
- 1982-1983 : Alès  France
- 1983-1984 : Gueugnon  France
- 1984-1985 : Martigues  France
- 1985-1989 : Gueugnon  France
- 1990-1992 : Saint-Priest  France
- 1992-1995 : Tarare  France
- 1995-1996 : AS Minguettes  France[1]